# Cesáreo Fernández Losada
Cesáreo Fernández Losada (Celanova, 26 de junio de 1831-Barcelona, 11 de abril de 1911) fue un médico y militar español, cirujano, fundador de la Academia de Sanidad Militar en el ejército español y destacado científico.

## Biografía
Natural de la localidad orensana de Celanova, donde nació en 1837, fue inspector de sanidad militar e individuo de varias corporaciones científicas. Licenciado en Medicina por la Universidad Central de Madrid, fue médico personal de la reina Isabel II, y de personajes tan importantes como Leopoldo O'Donnell. Trabajó en el Hospital Militar de Madrid y fue fundador del Instituto Bacteriológico. Destacó como un especialista en cirugía militar, lo que se puede apreciar en su obra Resumen de las lecciones de cirugía. Fue ésta la materia que impartió a los alumnos de Sanidad Militar. Desarrolló en el último cuarto del siglo XIX una extensa labor en el estudio del fenómeno de las epidemias de cólera que se sucedían en España (véase: Pandemias de cólera en España). A propuesta de Losada se implantó la vacunación obligatoria para el ingreso en el ejército.
En su faceta militar, participó en las campañas de Marruecos (donde asistiría al general O'Donnell) y en Cuba en 1895, destacando sus estudios médicos sobre la isla que publicaría más tarde. Llegó al grado de general en 1874.
Hombre de espíritu liberal, sin desgajarse de su condición de médico-científico y militar, participó en política al final del reinado de Isabel II, siendo elegido diputado a Cortes en 1867 por Orense y en 1868 por Celanova, lo que le permitió impulsar y plantear actuaciones y reformas en materia de sanidad militar.
De sus obras, destacan la ya mencionada Resumen de las lecciones de cirugía, así como el conjunto de publicaciones científicas surgidas tras su estancia en Cuba: Instrucciones higiénicas para el ejército en la Isla de Cuba, Gráfica comparativa sobre el estado sanitario del ejército de la Isla de Cuba y Consideraciones higiénicas sobre la ciudad de La Habana.
Fue académico de la Real Academia de Ciencias Médicas, Físicas y Naturales. Su trabajo científico le valió la concesión de diferentes cruces por méritos de guerra y científicos. Autor de obras científicas, fundó el Museo Anatómico del Hospital Militar de Madrid. Fue redactor de publicaciones como la Revista de Sanidad Militar Española y Extranjera (1864-1867) y dirigió el Memorial de Sanidad Militar y la Revista General de Ciencias Médicas.

## Distinciones honoríficas
- Caballero Gran Cruz de la Orden Civil de María Victoria (Reino de España, 07/02/1873).[3][4]